# Moje piosenki
Moje piosenki (le mie canzoni) è il secondo album di studio della cantante pop e soul polacca Monika Brodka. Il CD ha venduto più di 25 000 copie in Polonia ed è stato certificato disco d'oro.

## Tracce
1. "Bajeczka (Intro)" (Bogdan Kondracki, Leszek Kaźmierczak) - 0:50
2. "Śpij" (Ania Dąbrowska, Monika Brodka) - 4:16
3. "Glock" (Monika Brodka, Bogdan Kondracki, Karolina Kozak) - 2:56
4. "Znam Cię na pamięć" (Ania Dąbrowska, Szymon Folwarczny) - 3:23
5. "Miał być ślub" (Bartek Kapłoński, Ania Dąbrowska) - 2:17
6. "Za mało wiem" (Roch Poliszczuk, Jerzy Runowsk, Monika Brodka, Ania Dąbrowska) - 2:59
7. "Taka jak wszystkie" (Bogdan Kondracki, Ania Dąbrowska) - 2:40
8. "Samochody i tramwaje" (Marcin Macuk, Leszek Kaźmierczak) - 2:58
9. "Zagubiony" (Bogdan Kondracki, Ania Dąbrowska, Monika Brodka) - 3:06
10. "At Last" (Zymon Folwarczny, Ania Dąbrowska, Karolina Kozak) - 3:10
11. "Rejs 72" (Bogdan Kondracki) - 5:56
12. "Gdziekolwiek jesteś" (Seweryn Krajewski, Monika Brodka, Ania Dąbrowska) - 3:47
13. "C.D.N. (Outro)" (Bogdan Kondracki) - 1:18

## Classifiche
| Classifica (2006) | Posizione massima |
| ----------------- | ----------------- |
| Polonia           | 7                 |